# Кровопусков Олексій Вікторович
Олексі́й Ві́кторович Кровопу́сков (рос. Алексей Викторович Кровопусков; 11 жовтня 1978, Москва, РРФСР — 4 квітня 2014) — російський хокеїст, центральний нападник.
Виступав за ЦСКА (Москва), «Таллахассі Тайгер-Шаркс» (ХЛСУ), «Грінсборо Дженералс» (ХЛСУ), «Маскігон Фьюрі» (ОХЛ), «Металург» (Новокузнецьк), «Витязь» (Подольськ), ТХК (Твер), «Юність» (Мінськ), «Кристал» (Саратов), «Титан» (Клин), ХК МВД, ХК «Гомель». У 2010—11 роках виступав за донецький «Донбас».
Чемпіон України (2011).